# Hochrheinbahn
A Bázel–Konstanz-vasútvonal egy normál nyomtávolságú, nem villamosított egyvágányú nemzetközi vasútvonal Konstanz és Bázel között.  A vonal hossza 144,3 km, engedélyezett sebesség 160 km/h.